# Ernest Chuard

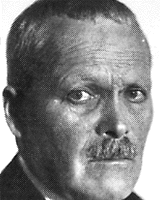
Ernest Chuard

Ernest Chuard, född 31 juli 1857 och död 9 november 1942, var en schweizisk vetenskapsman och politiker.
Chuard var professor i åkerbrukskemi i Lausanne fram till 1907, och invaldes i nationalrådet samma år. Han var en av grundarna av den schweiziska bondeunionen och medlem av statsrådet (som inrikesminister) 1912, dess president 1915, samt var medlem av förbundsrådet och inrikesminister där 1920–1928. År 1924 var han Schweiz förbundspresident.